# Nuoto ai campionati europei di nuoto 2024 - 200 metri stile libero maschili
La gara degli 200 metri stile libero maschili dei campionati europei di nuoto 2024 si è svolta il 20 e il 21 giugno 2024 presso il Centro Sportivo Milan Gale Muškatirović di Belgrado.

## Podio
| Pos.    | Atleta           | Nazione  |
| ------- | ---------------- | -------- |
| Oro     | David Popovici   | Romania  |
| Argento | Danas Rapšys     | Lituania |
| Bronzo  | Antonio Djakovic | Svizzera |

## Record
Prima della manifestazione il record del mondo (RM) e il record dei campionati (RC) erano i seguenti.
|  | 1'42"00 | Paul Biedermann | 28 luglio 2009 Roma |
|  | 1'42"00 | Paul Biedermann | 28 luglio 2009 Roma |
|  | 1'42"97 | David Popovici  | 15 agosto 2022 Roma |

Durante la competizione non sono stati migliorati record.

## Programma
| Data           | Ora            | Turno      |        |
| -------------- | -------------- | ---------- | ------ |
| 20 giugno 2024 | 9:30           | Batterie   |        |
| 20 giugno 2024 | 18:41          | Semifinali |        |
| 20 giugno 2024 | 21 giugno 2024 | 18:36      | Finale |

## Risultati

### Batterie
| Pos. | Batteria | Corsia | Atleta                  | Nazionalità          | Tempo       | Note |
| ---- | -------- | ------ | ----------------------- | -------------------- | ----------- | ---- |
| 1    | 7        | 4      | David Popovici          | Romania              | 1'45"44     | Q    |
| 2    | 5        | 5      | Velimir Stjepanović     | Serbia               | 1'47"18     | Q    |
| 3    | 6        | 4      | Danas Rapšys            | Lituania             | 1'47"27     | Q    |
| 4    | 5        | 4      | Antonio Djakovic        | Svizzera             | 1'47"61     | Q    |
| 5    | 6        | 7      | Niko Janković           | Croazia              | 1'47"69     | Q    |
| 6    | 7        | 2      | Tomas Navikonis         | Lituania             | 1'47"73     | Q    |
| 7    | 6        | 3      | Kamil Sieradzki         | Polonia              | 1'47"80     | Q    |
| 8    | 5        | 3      | Bar Soloveychik         | Israele              | 1'47"88     | Q    |
| 9    | 6        | 2      | Tomas Koski             | Finlandia            | 1'47"97     | Q    |
| 10   | 7        | 3      | Robin Hanson            | Svezia               | 1'48"05     | Q    |
| 11   | 6        | 9      | Tomas Lukminas          | Lituania             | 1'48"22     |      |
| 12   | 6        | 8      | Konstantinos Englezakis | Grecia               | 1'48"25     | Q    |
| 13   | 7        | 7      | Romano Yoav             | Israele              | 1'48"27     | Q    |
| 14   | 4        | 3      | Oliver Søgaard-Andersen | Danimarca            | 1'48"36     | Q    |
| 15   | 6        | 0      | Philipp Peschke         | Germania             | 1'48"67     | Q    |
| 16   | 7        | 5      | Dimitrios Markos        | Grecia               | 1'48"72     | Q    |
| 17   | 6        | 6      | Sašo Boškan             | Slovenia             | 1'48"74     | Q    |
| 18   | 5        | 2      | Illia Linnyk            | Ucraina              | 1'48"88     |      |
| 19   | 5        | 1      | Danny Schmidt           | Germania             | 1'49"02     |      |
| 20   | 6        | 5      | Kristóf Milák           | Ungheria             | 1'49"06     |      |
| 21   | 7        | 1      | Evan Bailey             | Irlanda              | 1'49"07     |      |
| 22   | 5        | 7      | Richárd Márton          | Ungheria             | 1'49"11     |      |
| 22   | 6        | 1      | Jovan Lekic             | Bosnia ed Erzegovina | 1'49"11     |      |
| 24   | 4        | 4      | Kristupas Trepocka      | Lituania             | 1'49"13     |      |
| 25   | 7        | 6      | Kregor Zirk             | Estonia              | 1'49"24     |      |
| 26   | 5        | 6      | Eitan Ben Shitrit       | Israele              | 1'49"25     |      |
| 27   | 4        | 5      | Alexander Painter       | Gran Bretagna        | 1'49"51     |      |
| 28   | 3        | 4      | Yordan Yanchev          | Bulgaria             | 1'49"54     |      |
| 29   | 4        | 6      | František Jablčník      | Slovacchia           | 1'49"55     |      |
| 30   | 7        | 8      | Attila Kovács           | Ungheria             | 1'49"71     |      |
| 31   | 3        | 5      | Vadym Naumenko          | Ucraina              | 1'49"83     |      |
| 32   | 5        | 0      | Jarno Baschnitt         | Germania             | 1'49"96     |      |
| 33   | 4        | 0      | Kenan Dracic            | Bosnia ed Erzegovina | 1'50"42     |      |
| 34   | 4        | 1      | Cormac Rynn             | Irlanda              | 1'50"57     |      |
| 35   | 4        | 8      | Tiago Behar             | Svizzera             | 1'51"03     |      |
| 36   | 5        | 9      | Alexander Trampitsch    | Austria              | 1'51"07     |      |
| 37   | 7        | 0      | Finn McGeever           | Irlanda              | 1'51"39     |      |
| 38   | 2        | 1      | Gian-Luca Gartmann      | Svizzera             | 1'51"50     |      |
| 39   | 2        | 3      | Marius Toscan           | Svizzera             | 1'51"77     |      |
| 40   | 3        | 2      | Luka Kukhalashvili      | Georgia              | 1'52"07     |      |
| 41   | 3        | 8      | Loris Bianchi           | San Marino           | 1'52"15     |      |
| 42   | 3        | 7      | Pavel Alovatki          | Moldavia             | 1'52"43     |      |
| 43   | 2        | 4      | Egor Covaliov           | Moldavia             | 1'52"50     |      |
| 44   | 3        | 6      | Ognjen Pilipović        | Serbia               | 1'52"79     |      |
| 45   | 2        | 5      | Nikola Simić            | Serbia               | 1'53"03     |      |
| 46   | 2        | 7      | Primož Senica Pavletic  | Slovenia             | 1'53"10     |      |
| 47   | 2        | 2      | Mihailo Gasic           | Serbia               | 1'53"22     |      |
| 48   | 3        | 1      | Reds Rullis             | Lettonia             | 1'53"24     |      |
| 48   | 3        | 9      | Arne Furlan Štular      | Slovenia             | 1'53"24     |      |
| 50   | 3        | 0      | Artur Barseghyan        | Armenia              | 1'53"47     |      |
| 51   | 2        | 6      | Jaka Pušnik             | Slovenia             | 1'53"49     |      |
| 52   | 4        | 7      | Lars Kuljus             | Estonia              | 1'53"96     |      |
| 53   | 1        | 5      | Mackey Nurkic Kacapor   | Bosnia ed Erzegovina | 1'54"13     |      |
| 54   | 2        | 8      | Filip Kuruzovic         | Bosnia ed Erzegovina | 1'54"13     |      |
| 55   | 5        | 8      | Marius Zobel            | Germania             | 1'54"58     |      |
| 56   | 2        | 9      | Alaa Maso               | ERT                  | 1'55"47     |      |
| 57   | 2        | 0      | Nikola Ǵuretanoviḱ      | Macedonia del Nord   | 1'55"55     |      |
| 58   | 3        | 3      | Mihai Gergely           | Romania              | 1'57"40     |      |
| 59   | 1        | 4      | Bernat Lomero           | Andorra              | 2'16"34     |      |
| DNS  | 1        | 3      | Deniel Nankov           | Bulgaria             | Non partito |      |
| DNS  | 4        | 2      | Andreas Vazaios         | Grecia               | Non partito |      |
| DNS  | 7        | 9      | Alexey Glivinskiy       | Israele              | Non partito |      |

### Semifinali
| Pos. | Batteria | Corsia | Atleta                  | Nazionalità | Tempo   | Note |
| ---- | -------- | ------ | ----------------------- | ----------- | ------- | ---- |
| 1    | 2        | 4      | David Popovici          | Romania     | 1'46"15 | Q    |
| 2    | 2        | 5      | Danas Rapšys            | Lituania    | 1'46"44 | Q    |
| 3    | 2        | 8      | Dimitrios Markos        | Grecia      | 1'46"46 | Q    |
| 4    | 2        | 6      | Kamil Sieradzki         | Polonia     | 1'46"63 | Q    |
| 5    | 1        | 4      | Velimir Stjepanović     | Serbia      | 1'47"12 | Q    |
| 6    | 1        | 5      | Antonio Djakovic        | Svizzera    | 1'47"31 | Q    |
| 7    | 2        | 7      | Konstantinos Englezakis | Grecia      | 1'47"34 | Q    |
| 8    | 2        | 3      | Niko Janković           | Croazia     | 1'47"36 | Q    |
| 9    | 1        | 3      | Tomas Navikonis         | Lituania    | 1'47"62 |      |
| 10   | 1        | 2      | Robin Hanson            | Svezia      | 1'48"08 |      |
| 11   | 2        | 2      | Tomas Koski             | Finlandia   | 1'48"15 |      |
| 12   | 1        | 6      | Bar Soloveychik         | Israele     | 1'48"17 |      |
| 13   | 2        | 1      | Oliver Søgaard-Andersen | Danimarca   | 1'48"18 |      |
| 14   | 1        | 8      | Sašo Boškan             | Slovenia    | 1'48"22 |      |
| 15   | 1        | 1      | Philipp Peschke         | Germania    | 1'48"24 |      |
| 16   | 1        | 7      | Romano Yoav             | Israele     | 1'48"45 |      |

### Finale
| Pos.    | Corsia | Atleta                  | Nazionalità | Tempo   | Note |
| ------- | ------ | ----------------------- | ----------- | ------- | ---- |
| Oro     | 4      | David Popovici          | Romania     | 1'43"13 |      |
| Argento | 5      | Danas Rapšys            | Lituania    | 1'45"65 |      |
| Bronzo  | 7      | Antonio Djakovic        | Svizzera    | 1'46"32 |      |
| 4       | 8      | Niko Janković           | Croazia     | 1'46"48 |      |
| 5       | 1      | Konstantinos Englezakis | Grecia      | 1'46"78 |      |
| 6       | 3      | Dimitrios Markos        | Grecia      | 1'46"89 |      |
| 7       | 6      | Kamil Sieradzki         | Polonia     | 1'47"00 |      |
| 8       | 2      | Velimir Stjepanović     | Serbia      | 1'47"64 |      |